# Elisabetha Grossmann

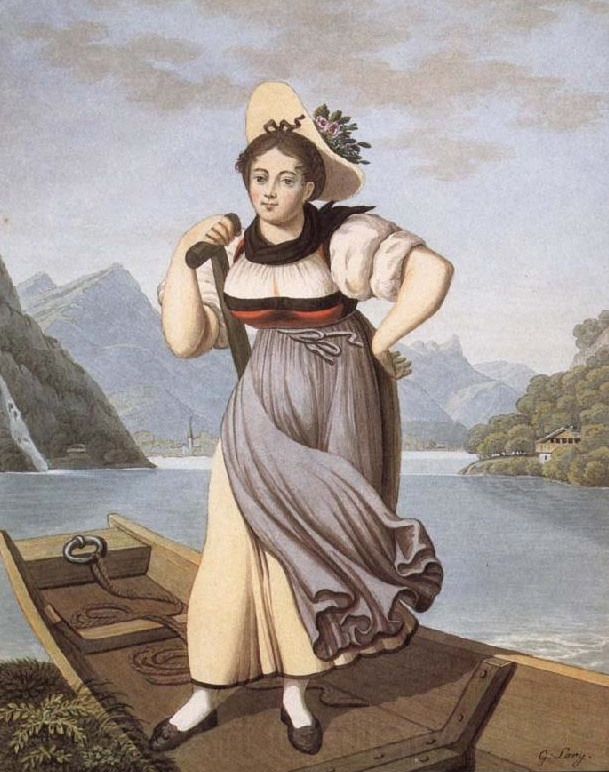
Elisabetha Grossmann

Elisabetha Grossmann, geborene Elisabeth Grossmann (* 14. Dezember 1795 in Brienz; † 20. März 1858 in Unterseen), genannt La belle batelière de Brienz («Die schöne Schifferin von Brienz»), war eine Schweizer Schifferin am Brienzersee. Sie galt zu Beginn des 19. Jahrhunderts als Touristenattraktion im Berner Oberland und war dort eine der bekanntesten Frauen.

## Leben

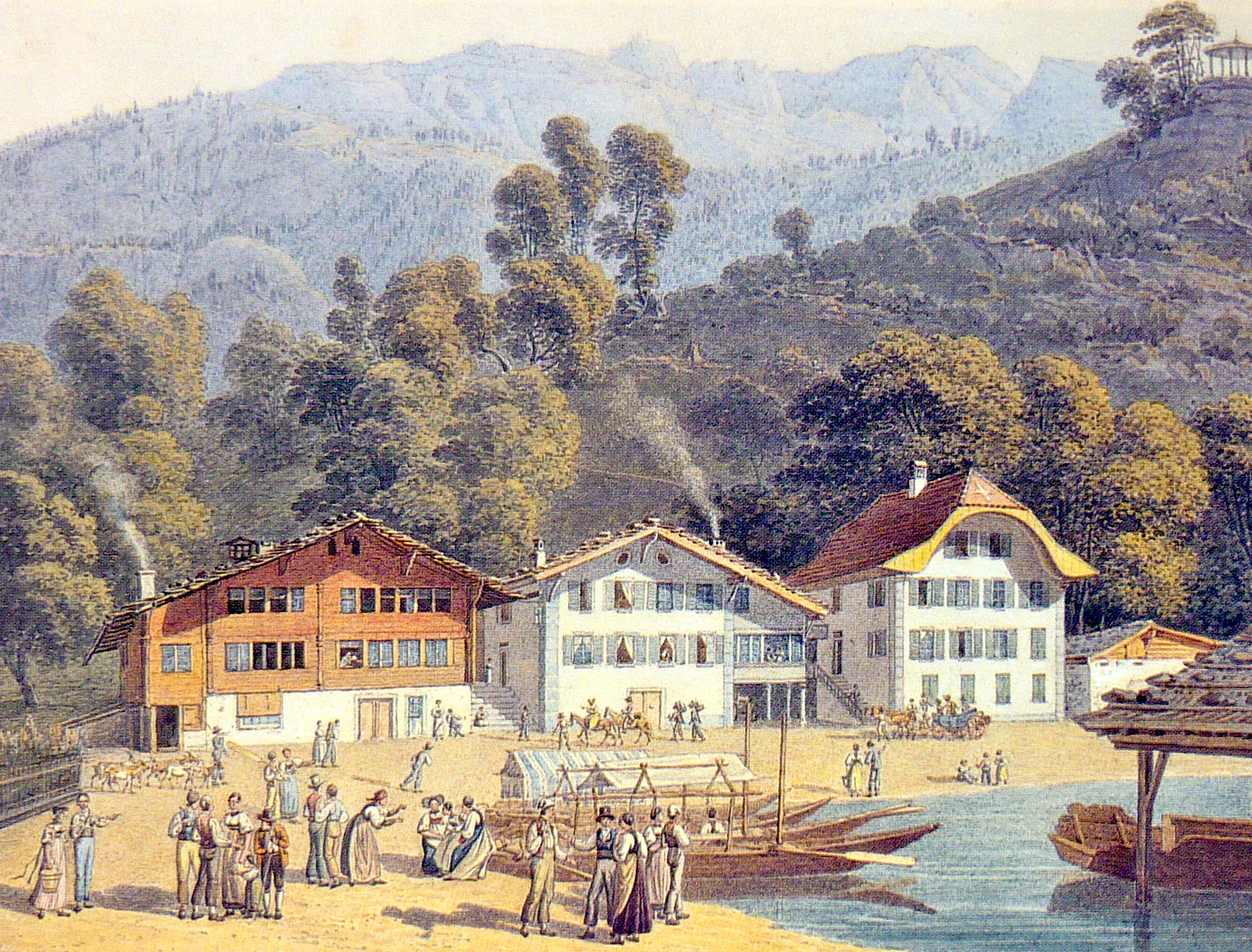
Schifflände in Tracht bei Brienz

Elisabetha Grossmanns Eltern waren Catharina aus Grindelwald und Heinrich Grossmann aus Brienz. Seit sie zwölf Jahre alt war, ruderte sie Touristen über den Brienzersee, um das Einkommen der Familie etwas aufzubessern. Ein beliebtes Ausflugsziel waren vor allem die Wasserfälle des Giessbachs.
Als sie sechzehn war, bezahlte ihr der deutsche Baron Wilhelm von Balk einen Aufenthalt in einem Erziehungsinstitut in Bern. Sie lernte Französisch, etwas Klavierspielen, «gutes Benehmen» und fügte ihrem Vornamen das vornehm klingende A hinzu. Nach ihrem Aufenthalt sollte sie eine gut bezahlte Stellung in Russland oder im Baltikum antreten, die ihr der Baron vermitteln würde. Nach einem Jahr kehrte sie auf Wunsch ihrer Eltern nach Brienz zurück, um auf die kleineren Geschwister aufzupassen. Der Baron erkundigte sich zuerst ab und zu brieflich nach Elisabetha, kehrte aber nie mehr nach Brienz zurück.

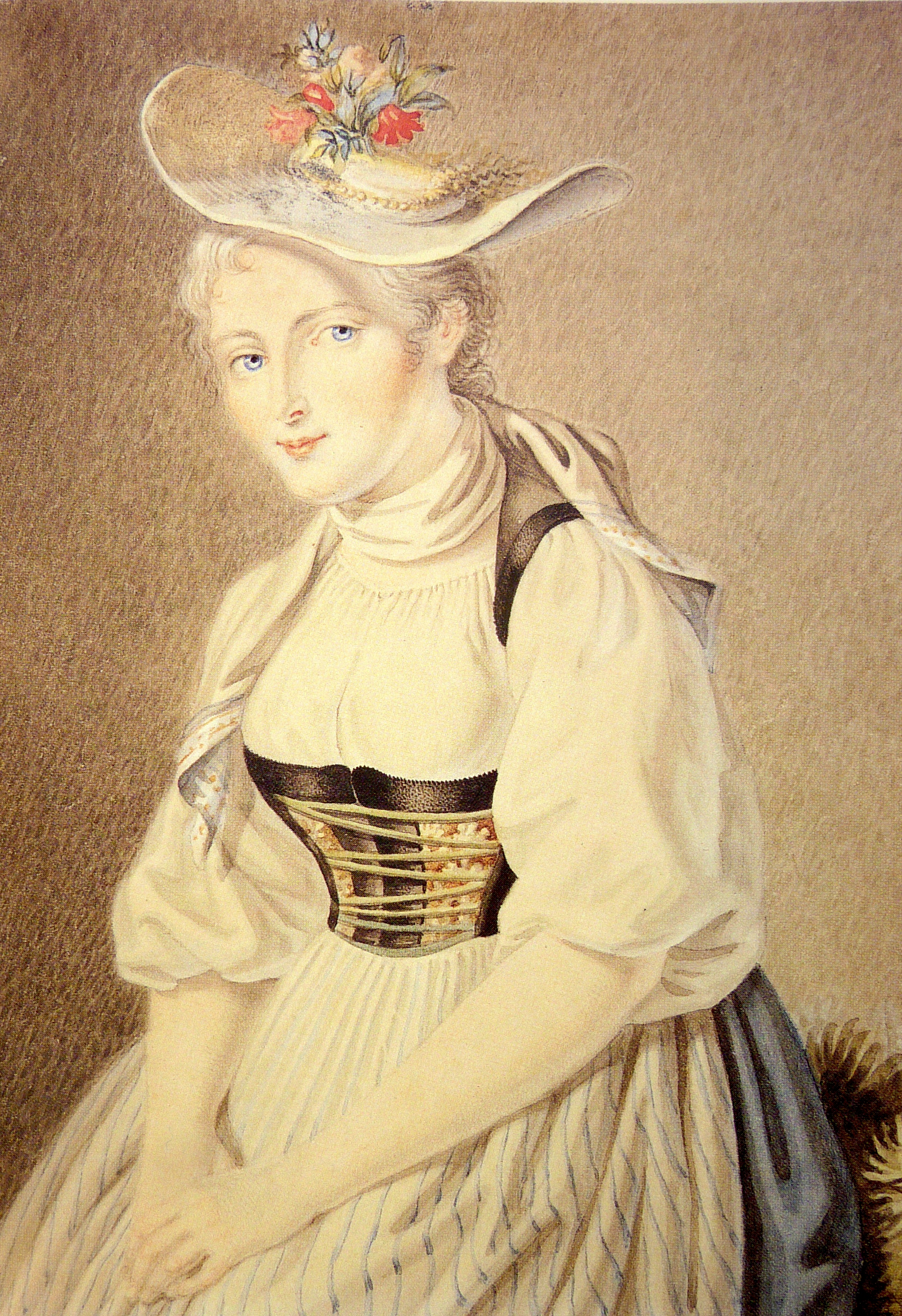
Bildnis von
Franz Niklaus König

Als Schifferin wurde Elisabetha Grossmann nun zu einer Attraktion für Touristen, die von der schönen Schifferin oder reine des bâtelières («Schifferkönigin»), wie sie genannt wurde, gefahren werden wollten. In jenen Jahren wurde sie wiederholt gemalt, so unter anderen vom Schweizer Gabriel Lory dem Jüngeren, vom Berner Genremaler Franz Niklaus König, vom Luzerner Trachtenmaler Joseph Reinhardt und vom Zürcher Ludwig Vogel.
Im Juli 1813 lernte Elisabetha Grossmann als 18-Jährige den drei Jahre älteren Abram François Pettavel kennen, Sohn eines Notars und Ratsherrn aus Neuchâtel, der dort am Gymnasium Griechisch und Latein unterrichtete. Zwei Jahre später, in denen zahlreiche Briefe hin und her gingen, kehrte er nach Brienz zurück und hielt um ihre Hand an. Im April 1815 fand unter freiem Himmel auf dem Fluhberg die Verlobung statt. Auf Druck der Familie Pettavels, der die nicht standesgemässe Verbindung ihres Sohnes missfiel, wurde die Verlobung gelöst. Grossmann erhielt eine Entschädigung von 800 Franken, musste auf weitere Ansprüche verzichten und die Briefe zurückgeben, die sie von ihm erhalten hatte. Um die Erinnerung daran behalten zu können, schrieb sie sie vorher ab.

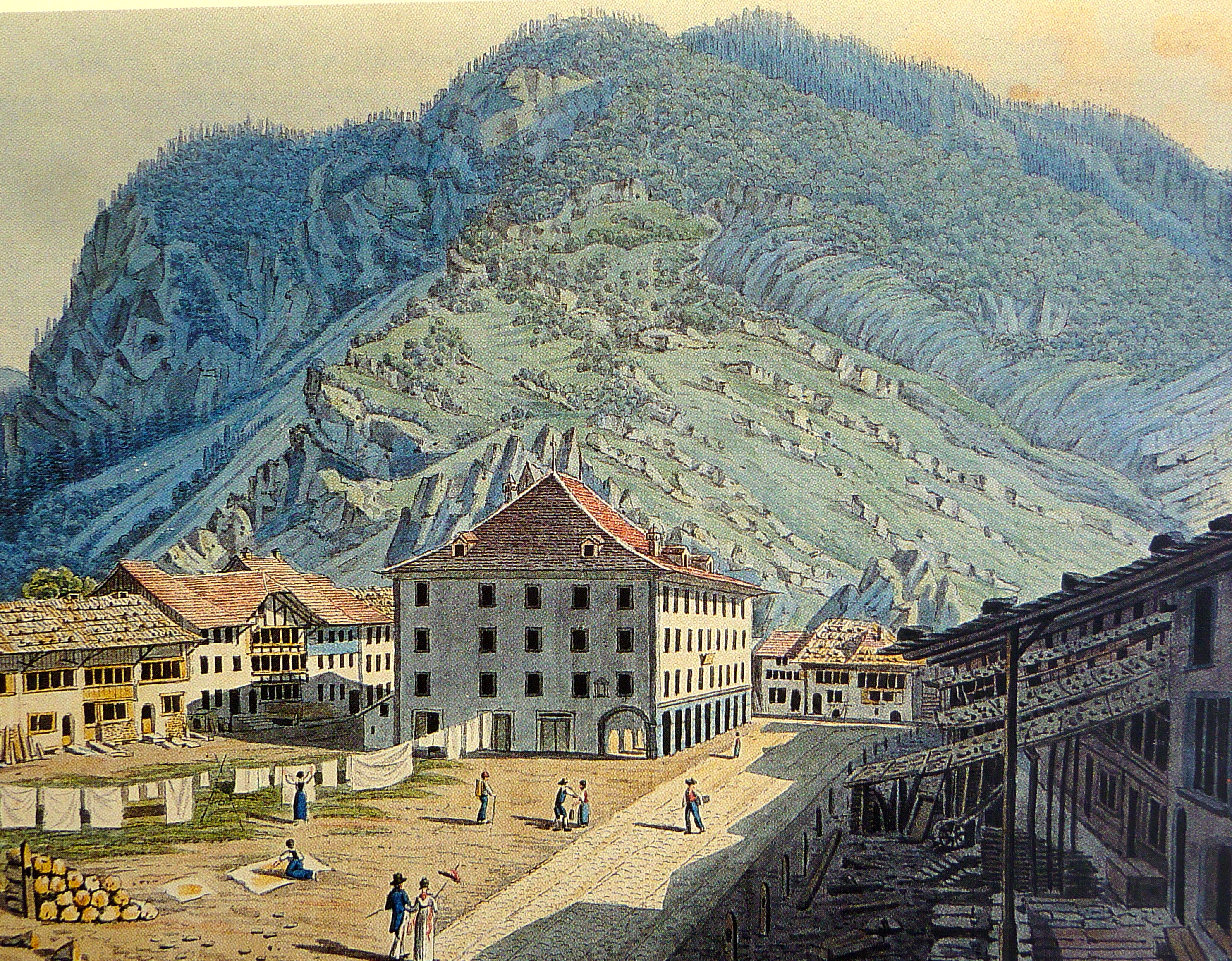
Stadthaus und Stedtli Unterseen, 1819

Am 27. Juli 1816 heiratete Elisabetha den Gastwirtssohn Peter Ritter aus Unterseen bei Interlaken, von dem sie nach einem Kiltgang schwanger war. 1818 übernahmen Elisabetha und Peter Ritter den Gasthof «Zum Gemsbock» in Grindelwald, später das «Stadthaus» in Unterseen.
Nach zehn unglücklichen Jahren mit dem trunksüchtigen und gewalttätigen Mann reichte sie die Scheidung ein, die sie nach drei Jahren und erniedrigenden Verhandlungen am 24. September 1827 erhielt. Peter Ritter wurde wegen Trunkenheit und wiederholter Gesetzesverstösse die Wirtekonzession entzogen. Elisabetha Ritter arbeitete als Holzschnitzerin in der Werkstatt ihres Schwagers. Trotz der Scheidung wurde sie wiederholt von Peter Ritter bedrängt und missbraucht. Elisabetha Ritter-Grossmann brachte neun Kinder zur Welt, von denen zwei als Kleinkinder starben. Daneben erlitt sie zahlreiche Fehlgeburten.
Peter Ritter starb am 18. Januar 1838 im Alter von 48 Jahren. Im Dezember 1839 heiratete Elisabetha Ritter-Grossmann den fünf Jahre jüngeren Peter Michel aus Brienz. Mit ihm verbrachte sie bis zu seinem Tod am Silvester 1851 zwölf zufriedene Jahre.
Elisabetha Grossmann starb nach einem Schlaganfall am 20. März 1858 im Alter von 62 Jahren. Der Oberländer Anzeiger schrieb am 26. März 1858: «Heute wurde die als Mädchen früher auch in weiten Kreisen bekannte ‹schöne Brienzer Schifferin›, Elisabeth Grossmann, in Unterseen bestattet. Sie war zwei Mal verheirathet, hinterlässt eine zahlreiche Nachkommenschaft und starb unter nicht eben glänzenden Umständen.»

## Rezeption
- 1827 schrieb der französische Dramatiker Eugène Scribe ein Vaudeville-Theaterstück über das Leben Elisabetha Grossmanns; die Uraufführung fand am 28. Dezember 1827 statt.[1]
- Am 7. Juli 2004 wurde am Brienzersee das Theaterstück Elisabetha – die schöne Schifferin vom Brienzersee von Markus Michel aufgeführt.[2]